# Rapport d'évaluation des politiques de sécurité sociale

Synthèse REPSS 2020 pour le PLFSS 2021

Les rapports d’évaluation des politiques de sécurité sociale (REPSS) sont annexés au projet de loi de financement de la Sécurité sociale (PLFSS) depuis 2005. Ces 6 rapports visent à juger de l’adéquation des mesures proposées dans le PLFSS de l’année au contexte économique, démographique, sanitaire et social, à l’aide d’indicateurs quantitatifs. Ils mettent en rapport les masses financières dépensées et les résultats obtenus en matière de performance sociale ou économique.
Depuis janvier 2022, l'information est également disponible sur un site dédié : https://evaluation.securite-sociale.fr/home.html

## Présentation des rapports d’évaluation des politiques de sécurité sociale
Les rapports d'évaluation des politiques de sécurité sociale sont produits chaque année par la direction de la sécurité sociale (DSS) en collaboration avec de nombreux organismes (INSEE, DREES, Caisses nationales, Santé-publique France, etc.). Les indicateurs sont présentés sous forme de fiches et organisés en deux parties : les indicateurs de cadrage [partie 1] et les indicateurs d'objectifs-résultats [partie 2]. Une synthèse mentionne les différents objectifs, les principaux résultats obtenus et les actions mises en œuvre pour les atteindre. Des chiffres clés donnent une vision d'ensemble de la situation et de son évolution pour chaque rapport.
Il existe six rapports thématiques, correspondant aux cinq branches de la Sécurité sociale, le sixième couvrant les enjeux de financement :
- Maladie
- Famille
- Retraite
- AT-MP
- Autonomie
- Financement

Rapport Maladie 2020

Les rapports ont vocation à enrichir les échanges entre les différents acteurs qui contribuent à la définition et à la mise en œuvre des politiques de sécurité sociale : Gouvernement, Parlement, administrations et partenaires sociaux. Ces acteurs peuvent s’appuyer sur les rapports pour identifier les axes de progrès du système de sécurité sociale et les leviers d’action disponibles. 

## Mise en place des rapports et principales évolutions
La loi organique du 2 août 2005 relative aux lois de financement de la sécurité sociale a redéfini la liste des rapports et annexes qui accompagnent le PLFSS de l’année et a notamment prévu que la première des neuf annexes présenterait les « programmes de qualité et d’efficience (PQE) relatifs aux dépenses et aux recettes de chaque branche de la sécurité sociale ». Depuis 2020, les programmes de qualité et d’efficience ont été renommés rapports d’évaluation des politiques de sécurité sociale (REPSS).
Cette démarche complète le dispositif d’objectifs, d’indicateurs et de résultats présents dans les conventions d’objectifs et de gestion (COG) conclues entre l’État et les principales caisses de sécurité sociale.

Chiffres clés REPSS Famille 2020

Les PQE ont été présentés dans une version exploratoire en annexe au PLFSS pour 2007. Dès 2007, une version intégrale a été jointe au PLFSS pour 2008, conformément au calendrier de mise en œuvre prévu par la loi organique. La loi organique prévoit cinq rapports : quatre pour chacune des branches (maladie, AT-MP, retraite et famille) et un cinquième relatif à « l’invalidité et aux dispositifs gérés par la CNSA ». En réalité, pour le PLFSS 2007, comme pour celui de 2008, l’annexe n°1 a distingué six programmes en ajoutant au texte de la loi organique un rapport relatif au « financement ».
En 2020, pour le PLFSS 2021, les PQE sont renommés REPSS et le rapport relatif à « l’invalidité et aux dispositifs gérés par la CNSA » et désormais intitulé « Autonomie ».

## Critiques portées aux rapports
La Cour des comptes considérait dans son rapport sur la sécurité sociale de 2008, que la seconde partie « objectifs – résultats» des REPSS ne devrait comporter que « des indicateurs susceptibles d’actions correctives menées par le ou les responsables et conduisant à des résultats mesurables. […] Il conviendrait que [les indicateurs dont] le lien avec l’action des administrations et organismes responsables est trop indirect ou trop lointain soient considérés comme des données de cadrage ».
Le rapport du Haut Conseil de Financement de la Protection sociale (HcFips) intitulé "Les lois de financement de la Sécurité sociale (LFSS) bilan et perspectives" estime qu'il conviendrait de revisiter la gouvernance et le format de l’annexe 1, en associant les parlementaires et les partenaires sociaux, via les haut-conseils, à la définition et au choix des indicateurs, et en envisageant un vote d’approbation des REPSS. Le Haut conseil estime par ailleurs que l’information à destination des citoyens devrait être renforcée.